# Julia Morgan
Julia Morgan (20. ledna 1872 San Francisco – 2. února 1957 San Francisco) byla americká architektka a inženýrka. Během své dlouhé a plodné kariéry navrhla více než 700 staveb. Nejvíce ji proslavila stavba Hearstova hradu v Kalifornii.
Julia Morgan byla první ženou přijatou ke studiu architektury na Národní vysoké škole krásných umění v Paříži a také první architektkou s licencí v Kalifornii. Navrhla mnoho impozantních staveb pro instituce sloužící ženám a dívkám, včetně několika budov pro Křesťanské sdružení mladých žen (YWCA) a ženskou univerzitu Mills College. V mnoha svých stavbách byla průkopnicí estetického využití železobetonu, materiálu, který prokázal vynikající seizmický výkon při zemětřeseních v letech 1906 a 1989. Oblíbila si Hnutí uměleckých řemesel a využila různé výrobce kalifornské keramiky pro ozdobení budov. Julia Morgan byla první ženou, která získala nejvyšší ocenění Amerického institutu architektů (AIA), zlatou medaili, kterou posmrtně obdržela v roce 2014.

## Životopis
Narodila se 20. ledna roku 1872 jako druhé z pěti dětí Charlese Billa Morgana a Elizy Woodland Parmelee Morgan. Eliza vyrostla jako hýčkaná dcera milionáře a obchodníka s bavlnou, Albeta O. Parmeleeho, který manžele po přestěhování do San Francisca finančně podporoval. Dva roky po narození jejich dcery se Morganovi přestěhoval do nového domu, který si postavili na předměstí Oaklandu. I přesto, že Morganovi přebývalina západním pobřeží, Eliza stále udržovala blízké vazby se svou rodinou. Vždy po narození každého z dětí Morganových, rodina Parmeleeových poslala peníze na cestu po transkontinentální železnici, aby bylo novorozeně pokřtěno v tradičním kostele rodiny Parmeleeových v New Yorku.
Charles Morgan byl těžební inženýr z Nové Anglie, který se přiženil do bohaté rodiny, a protože žádný z jeho podnikatelských záměrů nebyl úspěšný, spoléhala se rodina především na jmění rodiny Parmeleeových. V roce 1865 se Charles pustil do svého prvního podniku, když zakoupil pozemek v Santa Paula, kde hledal ropu. Později spoluzaložil společnost Shasta Iron Company, která byla rozpuštěna v roce 1875 dosažení malých zisků. V polovině roku 1878 vzala Eliza děti na rok do New Yorku, kde bydleli nablízku její rodině, zatímco Charles pracoval v San Franciscu. V New Yorku Julia potkala svou starší sestřenici Lucy Thorton, která se provdala za úspěšného architekta Peirra LeBruna, s nímž Julia zůstala v kontaktu i po návratu do Oaklandu. Nabádal ji, aby usilovala o vyšší vzdělání. V New Yorku Julia onemocněla spálou, která ji upoutala na lůžko na několik týdnů. Následkem nemoci byla po zbytek jejího života náchylnost k ušním infekcím. Po smrti Alberta Parmeleeho v červenci 1880 se Juliina babička spolu s rodinným jměním, nastěhovala do domu v Oaklandu. Babička i matka byly Julii silnými ženskými vzory, které měly díky rodinnému jmění velkou rozhodovací moc v domácnosti.

### Vzdělání
V roce 1890 Julia vystudovala střední školu Oakland High School. Velmi se věnovala svému vzdělání a profesní kariéře v oboru architektury. Nastoupila na Kalifornskou univerzitu v Berkeley, kde studovala techniku, protože zde nebyl studijní obor architektury. Na univerzitě byla členkou sesterstva Kappa Alpha Theta, a byla často jedinou ženou na hodinách matematiky, vědy a techniky. V Berkley studovala v letech 1889–1891 během období, kdy bylo zapojení žen do studia na vzestupu – ženy zakládaly kluby a získávaly přístup do nových prostor a mimoškolních oborů. Promovala s vyznamenáním v roce 1894 jako první žena s titulem ze stavebnictví z Berkley. Po promoci se stala členkou Sdružení absolventů kolegiátu nyní Americké asociace univerzitních žen.
Jedním z lektorů techniky v jejím posledního ročníku byl Bernard Maybeck, excentricky oblečený architekt, který navrhl budovy, které Julia obdivovala pro jejich respektování svého okolí. Mayback vzdělával Julii  v architektuře spolu s jejími spolužáky Arthurem Brownem Jr., Edwardem H. Benettem a Lewisem P. Hobartem v jeho domově v Berkeley. Nabádal Julii, aby pokračovala ve studiu na prestižní École des beaux-arts, kde se sám vyhranil v oboru architektury. Po promoci v roce 1894, Julia získala rok pracovních zkušeností s Maybackem a poté odjela do Paříže, kde se v roce 1896 připravovala na příjímací zkoušky na École des beaux-arts. Škola nikdy předtím nedovolila ženě studovat architekturu, ale v roce 1894 umožnila uchazečkám, aby se účastnily přijímacího řízení, převážně kvůli tlaku ze strany Spolku francouzských umělkyň, které Julia popsala jako „bohémky”. Během doby jejího studia v Paříži, byla Julia ve styku se členkami Union des femmes peintres et sculpteurs, spolku zaměřeném na pokrok žen v umění. Julia se setkala s těmito ženami, které jí představily svým femisnistickým pohledům. Diskutovaly jak zvýšit vliv žen v jejich profesních kariérách.
V principu École des beaux-arts přijímala prvních 30 kandidátů. Julia byla přijata na třetí pokus. Poprvé se umístila příliš nízko a podruhé v roce 1989, i přesto, že se umístila mezi 30 přijímanými, jí zkoušející „libovolně” snížili známky. Po více než roce dalšího studia u Françoise-Benjamina Chaussemiche, vítěze Římské ceny, se jí konečně podařilo projít přijímacím řízením ke studiu architektury. Umístila se jako 13. ze 376 žadatelů a byla řádně přijata, ovšem mohla studovat pouze do 30 let, protože škola zakazovala studium starším studentům. Na začátku roku 1902, když se již blížily její 30. narozeniny, Julia předložila vynikající návrh na honosné divadlo. Vynesl jí čestné uznání z architektury, čímž se stala první ženou, které takové uznání ve škole obdržela. Získala jej po třech letech studia, přestože obvykle bylo udělováno po pěti letech (tak dlouho to trvalo např. Maybeckovi). V Paříži se zdržela ještě po dobu, kdy spolupracovala s Chaussemichem na projektu pro Harriet Fearing, bývalou Newyorčanku, která si objednala návrh na „velký salón” pro svou rezidenci ve Fontainebleau.

### Kariéra
Po návratu z Paříže začala pracovat pro sanfranciského architekta Johna Galena Howarda, který dohlížel na hlavní plán kampusu Kalifornské univerzity. Julia pracovala na několika budovách v kampusu, kdy dodávala dekorativní prvky na budovu Hearst Mining Building a raný návrh na bránu do kampusu Sather Gate. Dělala také hlavní návrh pro amfiteátr Hearst Creek Theatre, z něhož je vyhlídka na Sanfranciský záliv. Howard řekl svým kolegům, že Julia je „excelentní kreslič, kterému nemusel zaplatit téměř nic, protože je to žena”. Julia šetřila peníze s plánem živit se sama, přijímala důležité vedlejší zakázky.
V roce 1904 jako první žena obdržela architektonickou licenci v Kalifornii. Zatímco žila ve starém rodinném domě v Oaklandu, otevřela si vlastní kancelář v San Franciscu, kde ji personál znal jako „J.M.”. Poté co byla její první kancelář zničena při požáru v roce 1906 si v roce 1907 otevřela novou kancelář ve 13. patře budovy Merchants Exchange Building na 465 California Street, v samém srdci sanfranciské finanční čtvrti. Zde pracovala po zbytek své kariéry. V roce 1907 se jejím profesním partnerem stal Ira Hoover, který dříve navrhoval pro Howarda. Společně pod příhodným jménem Morgan and Hoover, pracovali do roku 1910. Na konci roku se Julia vrátila ke své vlastní architektonické kanceláři.
V dubnu 1904 Julia dokončila svou první budovu z železobetonu, třicetimetrovou zvonici El Campanil v kampusu Mills College. O tři roky později zvonice bez újmy vydržela zemětřesení v San Franciscu, což napomohlo její reputaci a nastartovalo její kariéru.
Během své kariéry Julia Morgan údajně dokončila přibližně 800 budov, z nichž většina se nachází v Kalifornii. Devastace po zemětřesení v roce 1906 pro ni byla příležitost, aby mohla navrhnout množství obytných domů, kostelů, kancelářských budov a vzdělávacích institucí. Významným projektem byla přestavba dominanty hotelu Fairmont v San Franciscu, poté co byl jeho interiér silně poničen požárem po zemětřesení. Julia Morgan byla přizvána kvůli své tehdy vzácné znalosti zemětřesení odolných železobetonových konstrukcí. Její práce na interiérech hotelu Fairmont, které byly dokončeny méně než za rok, jí přinesly národní uznání jako „vynikající inženýrce a inovativní designérce a architektce, a oddané profesionálce”. Zvýšený vzestup zakázek po zemětřesení v roce 1906 ji přinesl také finanční úspěch.
Filantropka Phoebe Hearst, která byla velmi ohromena její prací na Fairmontu, Julii doporučila pro několik velkých zakázek, včetně Asilomarského konferenčního centra YWCA. Její syn William Randolph Hearst, byl rovněž ohromen, a po smrti své matky, nechal Julii Morgan, aby vypracovala návrh, který se stal největším a nejslavnějším projektem její kariéry – Hearstův hrad.

## Projekty

### Práce pro rodinu Hearstových
Julia Morgan pracovala pro tři generace rodiny Hearstových. První projekt jí rodina zadala v roce 1902, když se vrátila z Francie. První zakázkou byla Hacienda v Pleasanton na objednávku Phoebe Apperson Hearst. Jejím nejslavnějším patronem byl však novinový magnát a sběratel starožitností William Randolph Hearst, kterému Julii představila jeho matka Phoebe Apperson Hearst, hlavní patronka Kalifornské univerzity v Berkeley. Předpokládá se, že toto seznámení Julii přivedlo k její první zakázce od Hearsta na návrh budovy pro deník Los Angeles Examiner (kolem roku 1914) ve stylu Mission revival. Na projektu se podíleli také losangeleští architekti William J. Dodd a J. Martyn Haenkel. Budova se nachází na jihozápadním rohu ulic Broadway a 11. ulice v Downtown Los Angeles.
V roce 1919 ji Hearst vybral jako architektku stavby La Cuesta Encantada, lépe známé jako Hearstův hrad, který byl postaven na vrchu rodinného tábořiště s výhledem na přístav San Simeon. Julia zaměstnala výrobce dlaždic ze studia California Faience, a mnoho ze vzorů dlaždic navrhla sama.
Projekt se stal jejím nejrozsáhlejším a nejkomplexnějším dílem, s tím, jak během dekád plánování a výstavby rostly i Hearstovy grandiózní vize. Součástí projektu byla The Hacienda – rezidenční komplex budov pro hosty postavený v hybridním stylu Mission revival, španělském koloniálním stylu (na něm spolupracovala s Mildred Stapley a Arturem Bynem) a maurském revival stylu. Stavby se nacházely den jízdy na koni do vnitrozemí od Hearstova hradu, vedle Misie San Antonio de Padua poblíž Jolon v Kalifornii. Její práce na Hearstově hradu a Ranči San Simeon pokračovaly do roku 1947, kdy se začal horšit Hearstův zdravotní stav.
Julia Morgan se stala hlavní architektkou Williama Randolpha Hearsta. Vytvořila návrhy pro desítky budov mezi nimiž byl i např. Wyntoon, soukromé sídlo Phoebe Apperson Hearst, které Randolph zdědil. Sídlo zahrnující zámek a „Bavorskou vesnici” stávající ze čtyř vil se nachází na ploše 202 km² v lesní rezervací u řeky McCloud River poblíž hory Mount Shasta v Severní Karolíně. Pracovala také na ateliéru a základech na nedokončeném Babicoru, Hearstově dobytčím ranči a útočišti na pozemku o 6 580 km² v Chihuahua v Mexiku.

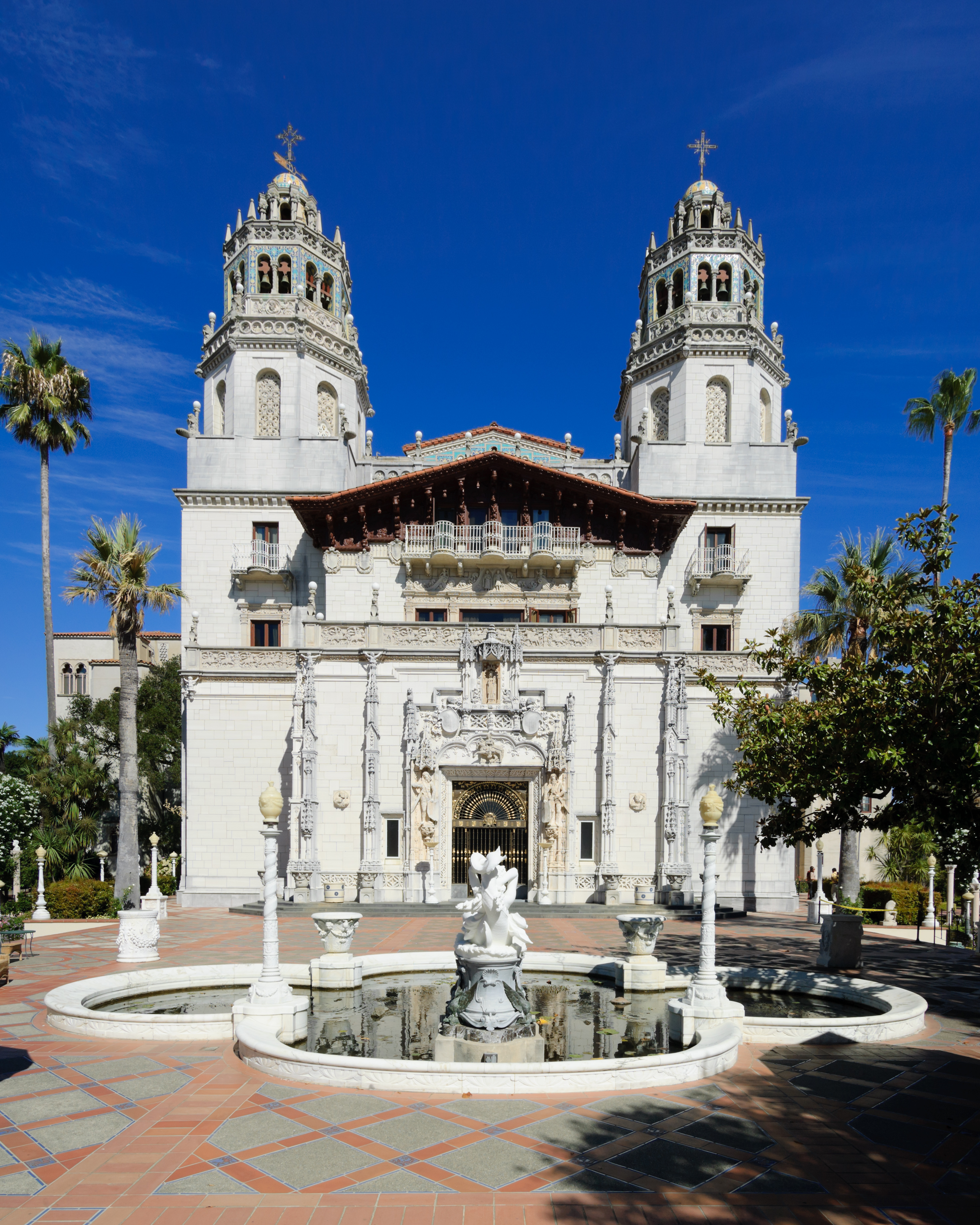
Hearstův hrad
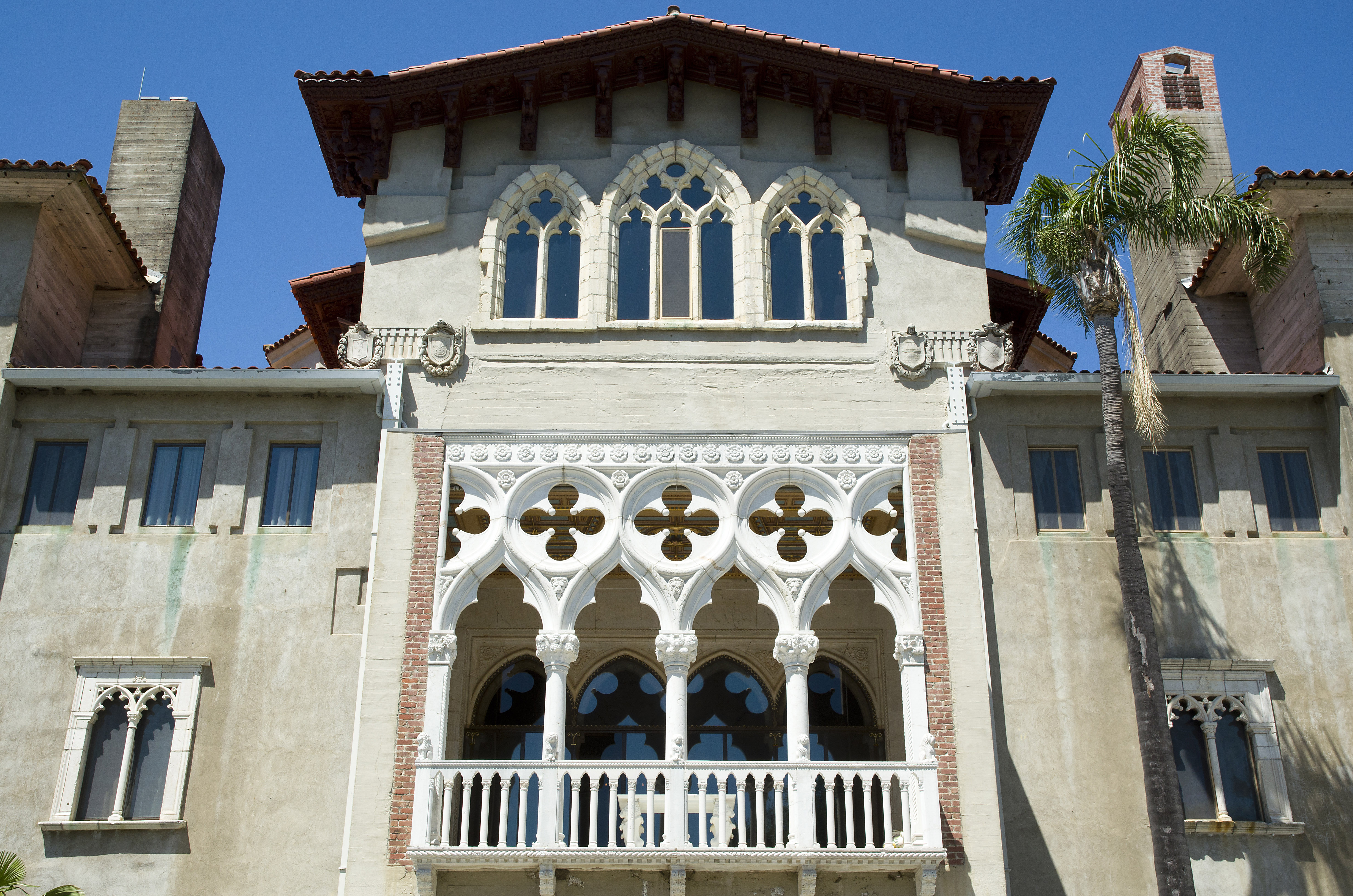
Hearstův hrad
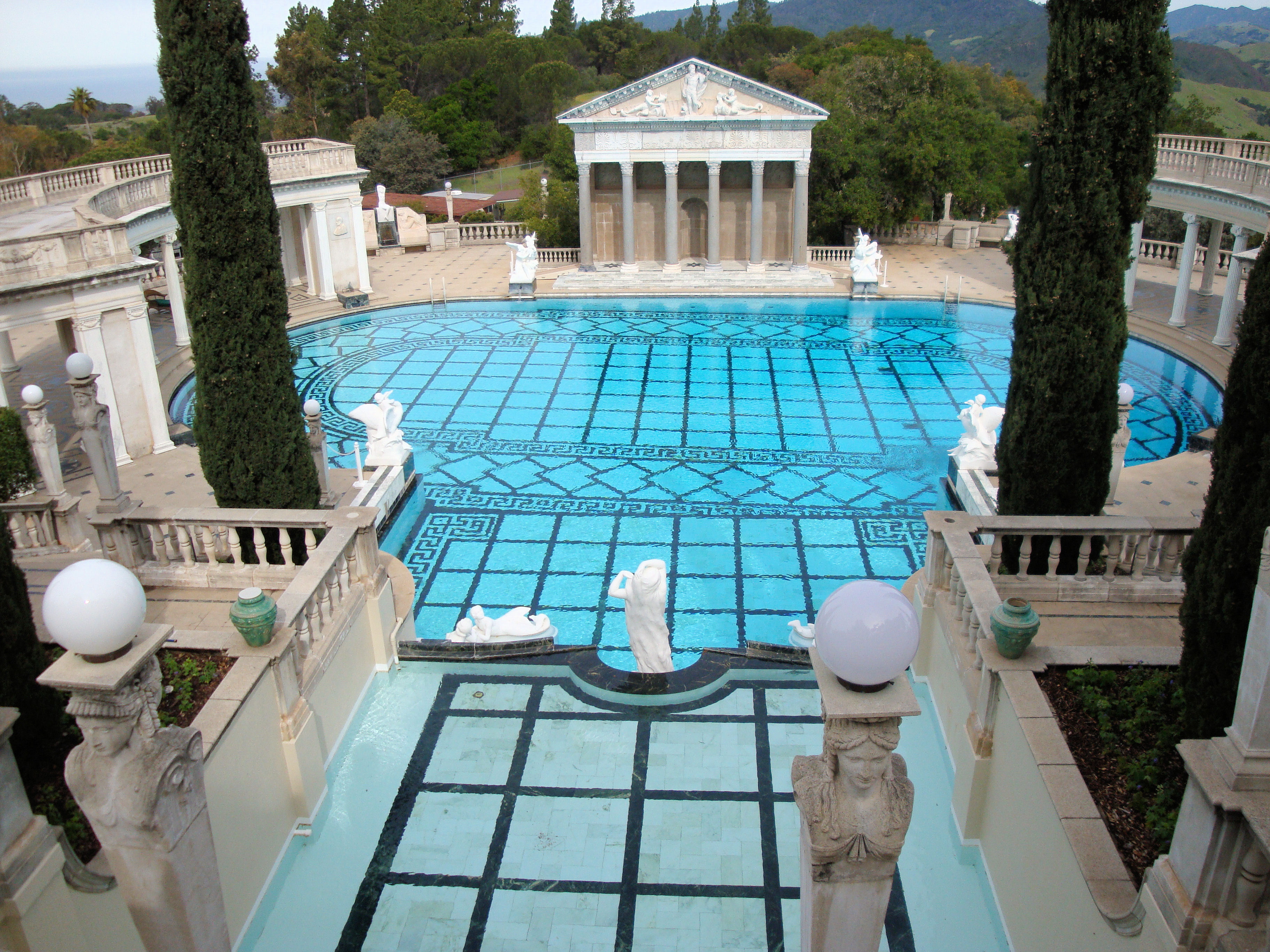
Hearstův hrad, Neptunův bazén
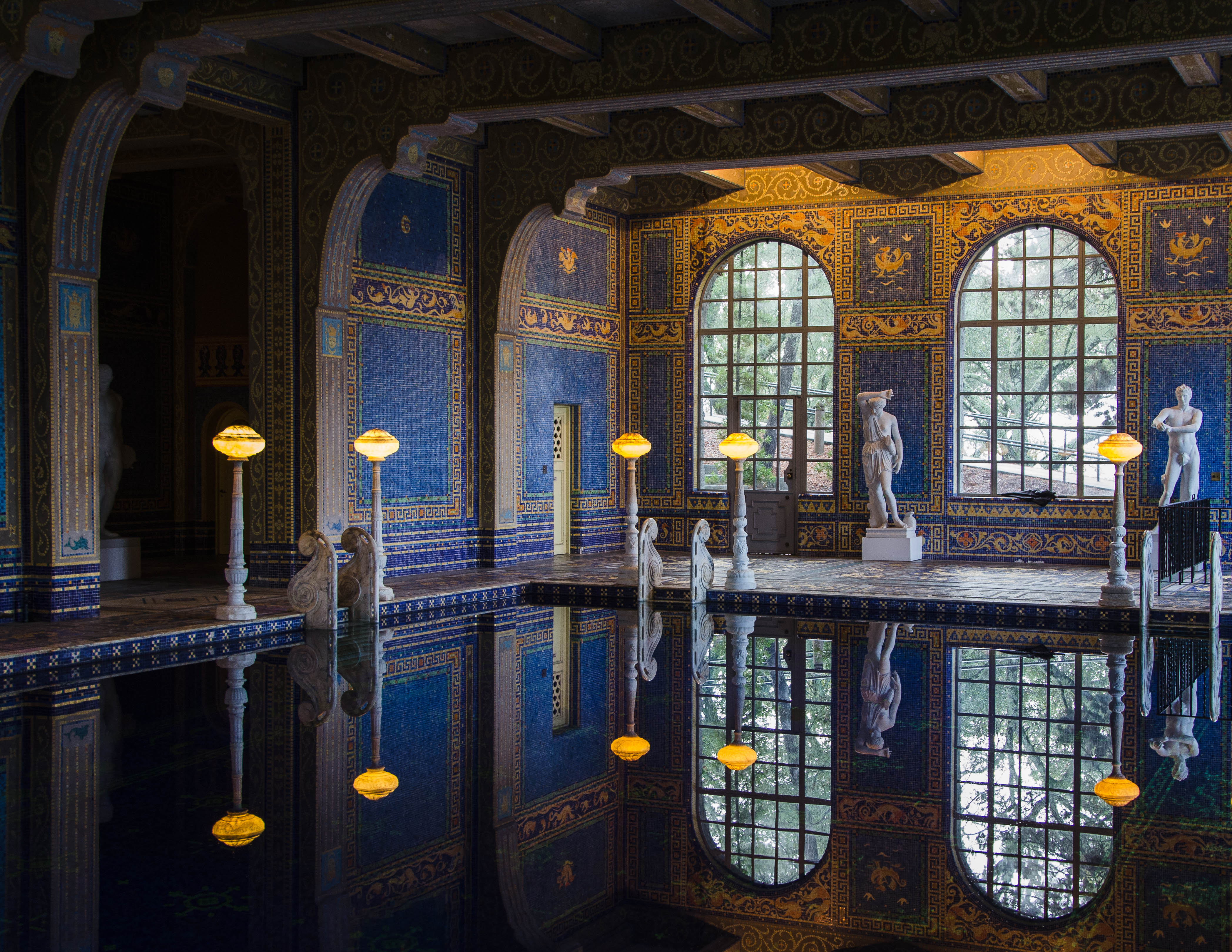
Hearstův hrad, vnitřní bazén
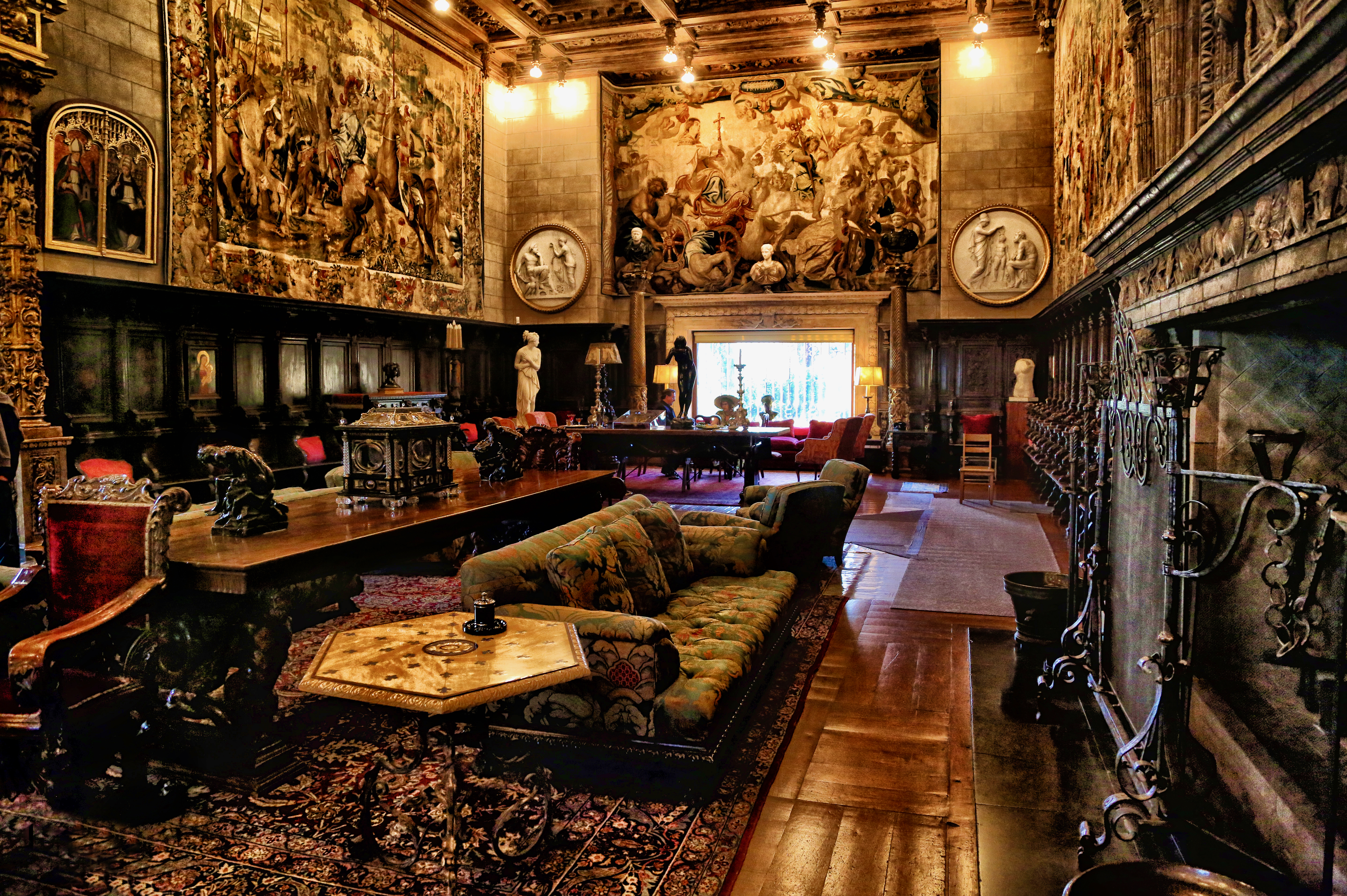
Hearstův hrad, interiér
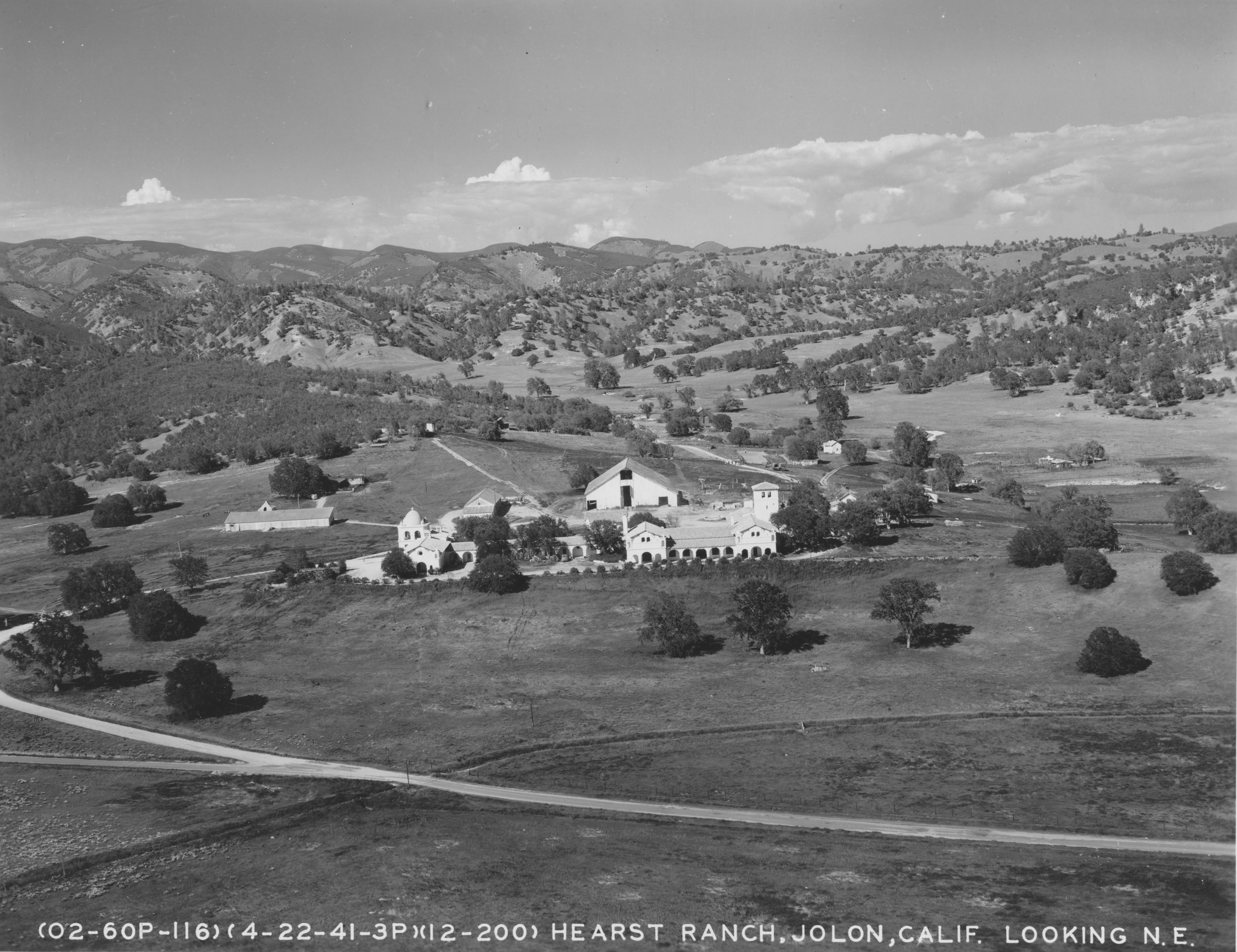
The Hacienda

### YWCA
Spojení Julie Morgan s Křesťanským sdružení mladých žen (YWCA) začalo, když ji Phoebe Apperson Hearst doporučila na vytvoření návrhu na letní konferenční centrum, jehož projektování započalo v roce 1913. Asilomarské společenské centrum (Asilomar Conference Center), které je již pod státní správou, se nachází poblíž Monterey v Kalifornii. Julia Morgan navrhla stavby pro YWCA také v Kalifornii, Utahu, Arizoně a na Havaji. Julia navrhla i pět z budov YWCA v Jižní Kalifornii. Stále stojí budova v 1918 Harbor Area v San Pedro v řemeslném stylu, stejně jako Hollywwod Studio Club z roku 1926. Stále stojí také její budova YWCA v Riverside z roku 1929, kde se nachází muzeum Riverside Art Museum. Budova YWCA v Pasadeně byla zakoupena městem, aby mohla být zrekonstruována po několika dekádách chátrání.
Julia Morgan navrhla také budovy YWCA v Severní Karolíně, včetně budov v Oaklandu a v sanfranciské Čínské čtvrti. Budova YWCA v San Franciscu ukazuje její porozumění pro tradiční čínskou architekturu. Budova byla zrekonstruována v roce 2001 Čínskou historickou společností v Americe (Chinese Historical Society of America, CHSA) a nyní se zde nachází její muzeum a vzdělávací centrum.

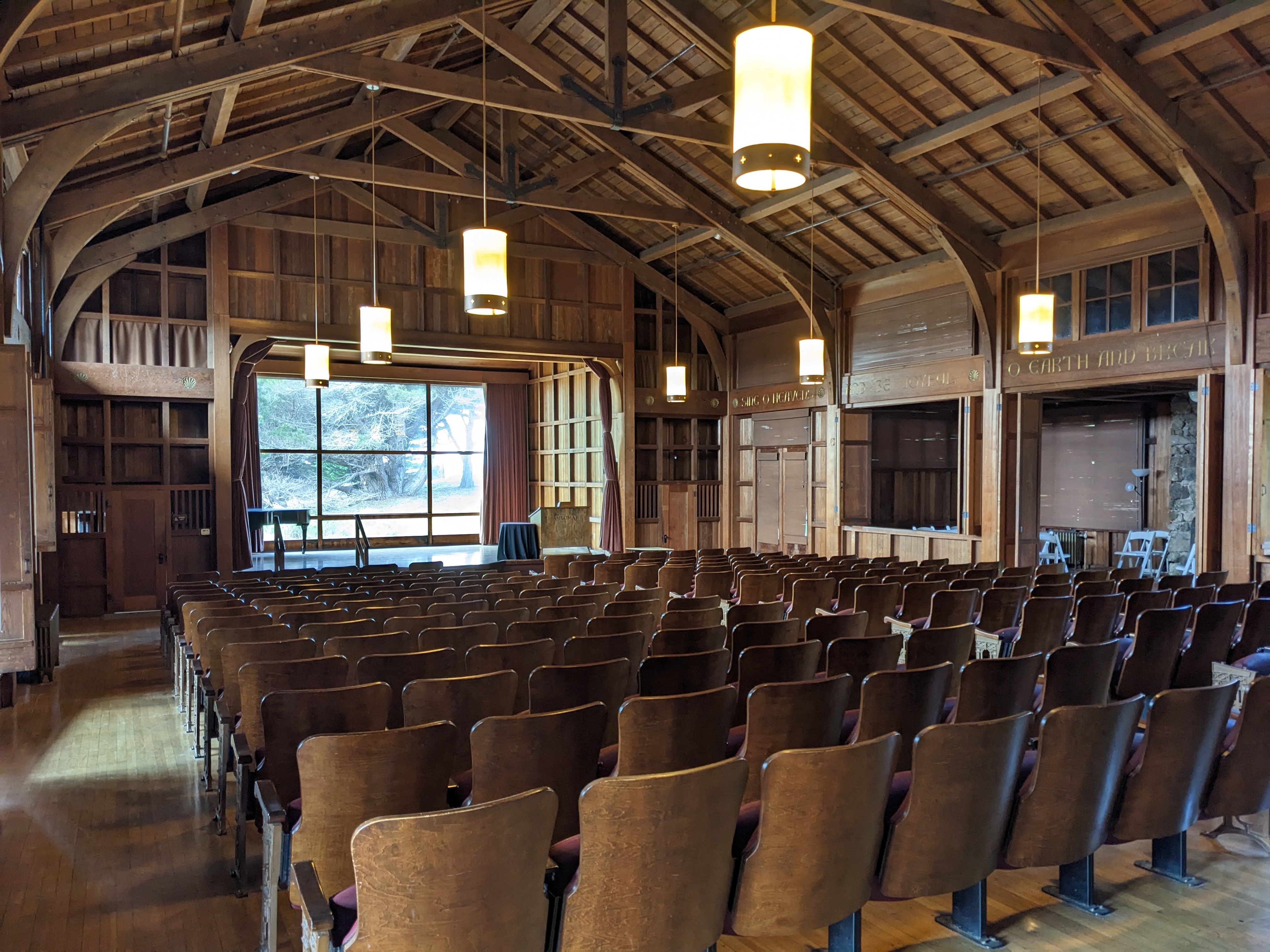
Interiér kaple v Asilomarském společenském centru, Monterey
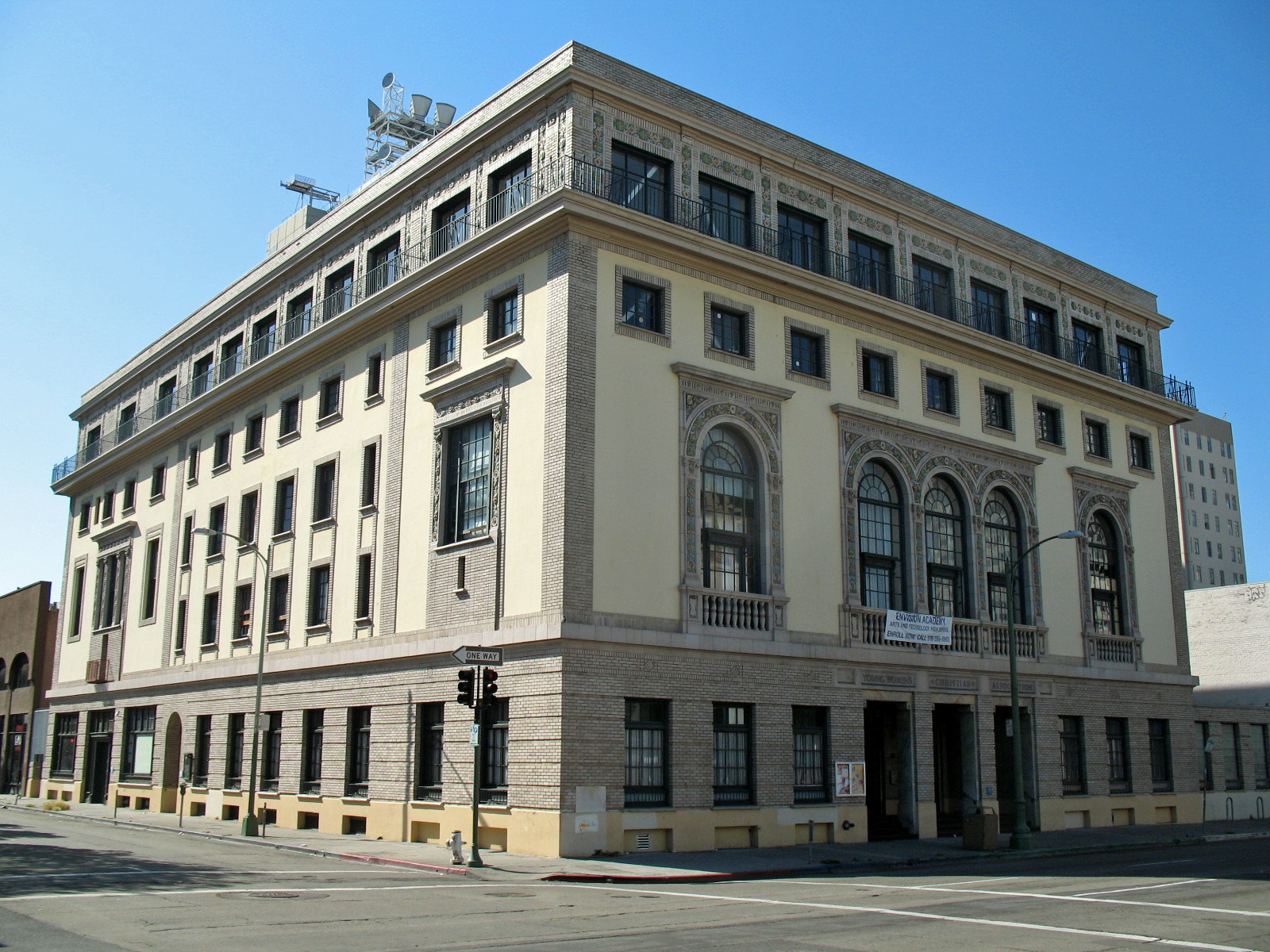
Budova YWCA v Oaklandu
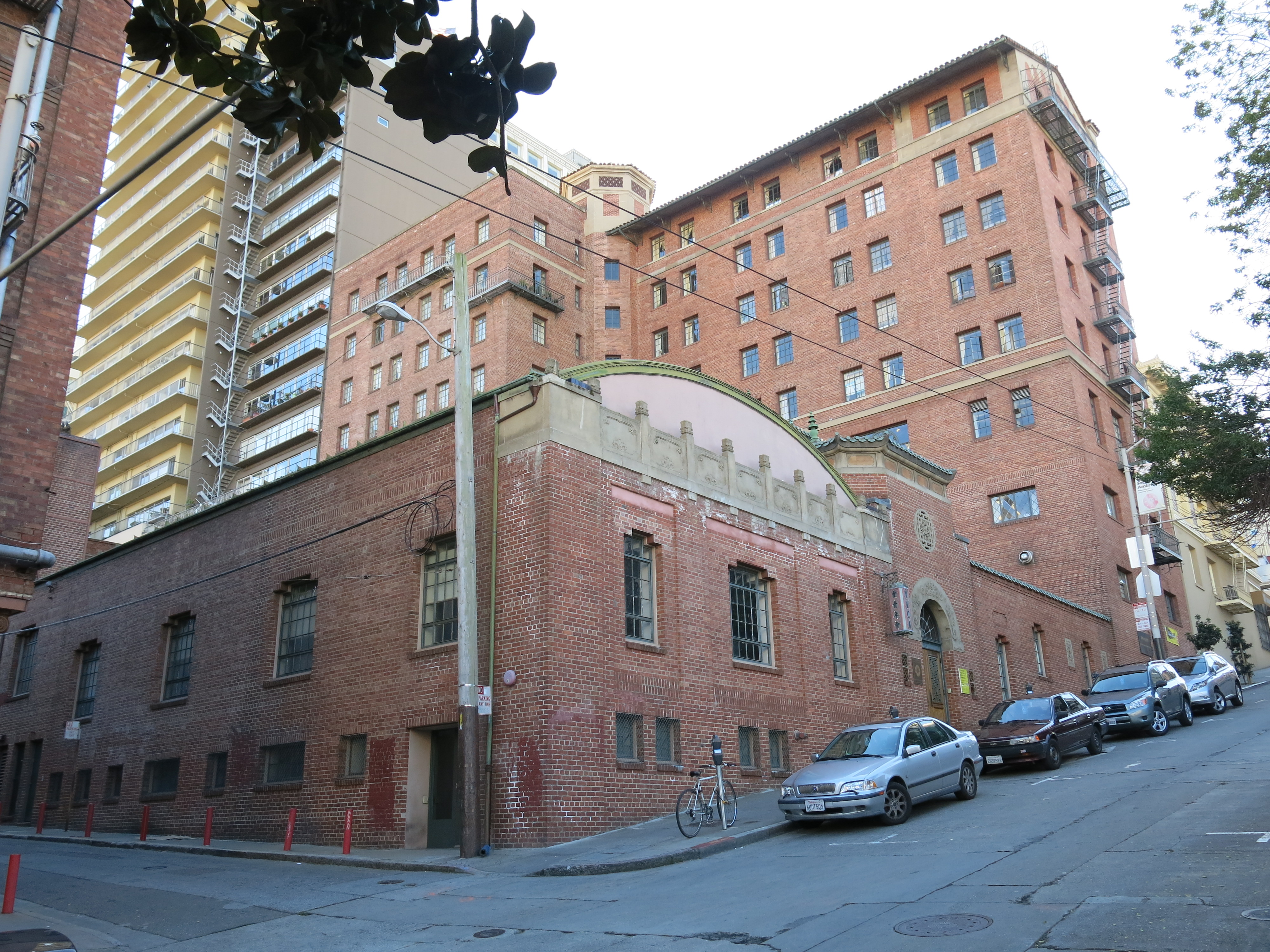
Bývalá budova YWCA, Chinatown, San Francisco
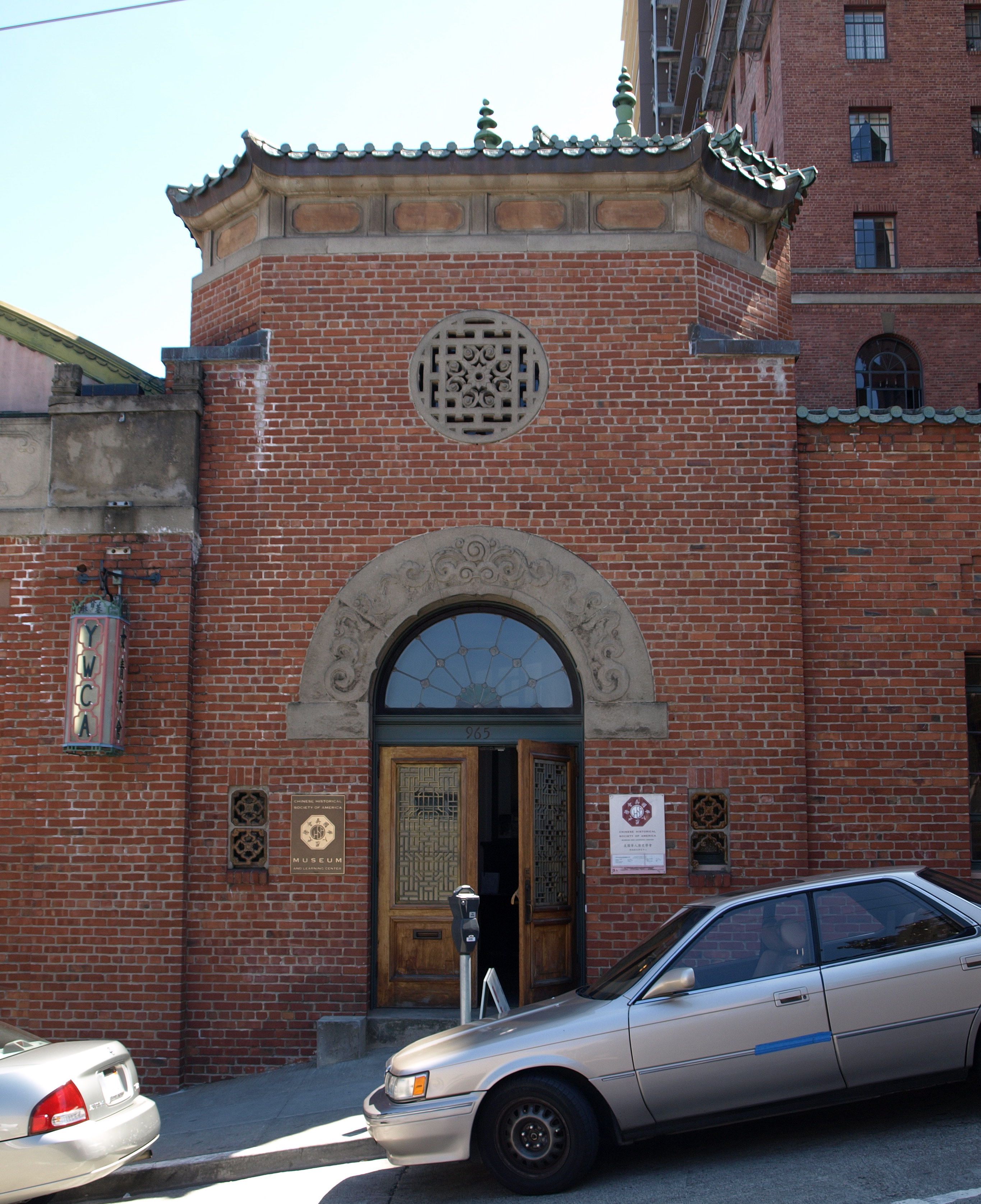
Detail, budova YWCA, Chinatown, San Francisco
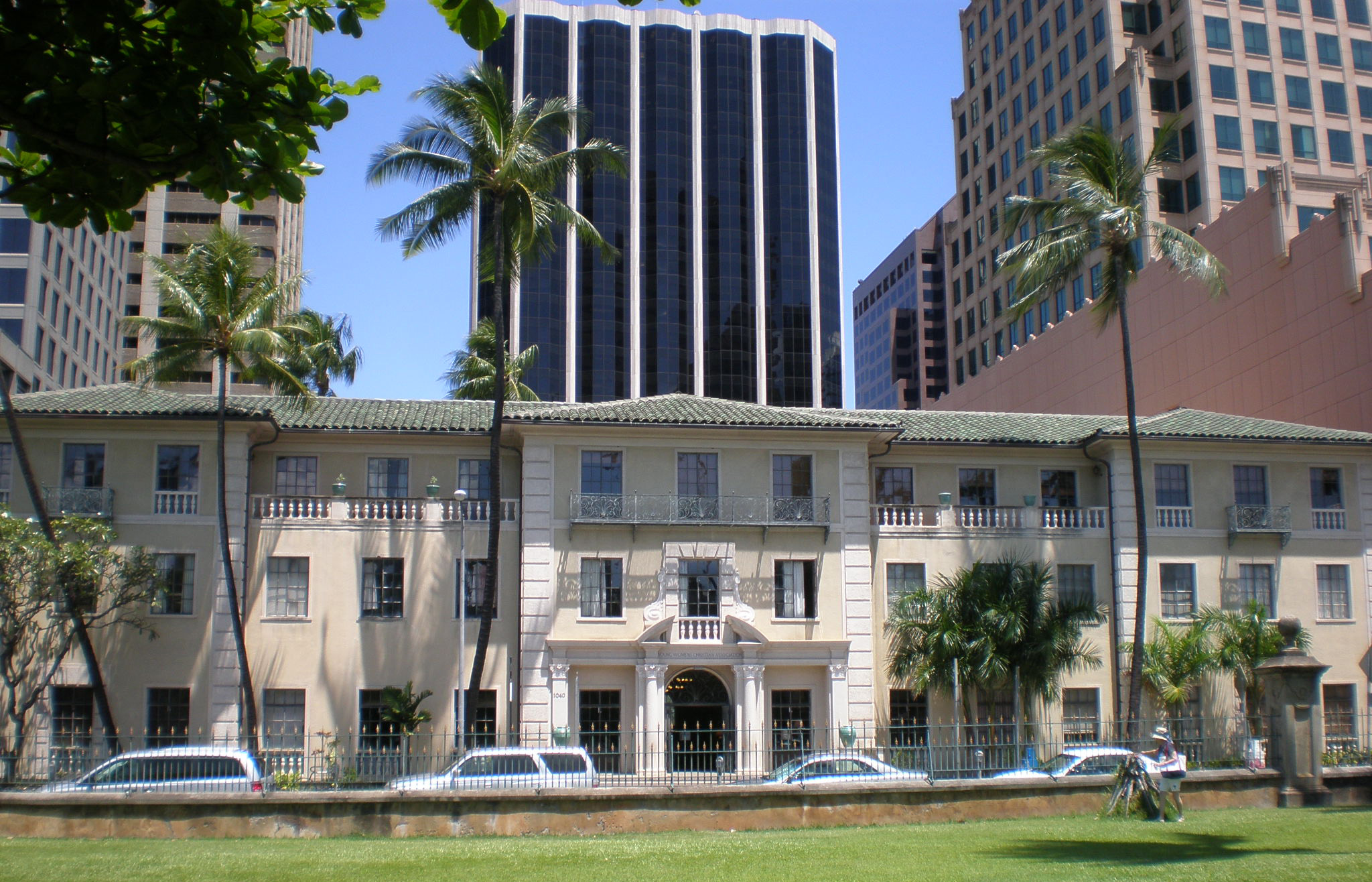
Budova YWCA v Honolulu, Havaj

### Mills College
Julia Morgan udělala mnoho architektonických příspěvků k ženské univerzitě Mills College v East Bay v předhůří Oaklandu v Kalifornii. Stejně jako její práce pro Křesťanské sdružení mladých žen (YWCA), i práce pro Mills College byly dělány s vírou ve zlepšení příležitostí pro ženy. Prezidentka Mills College Susan Mills zaujala Julia Morgan v roce 1904, protože si přála rozvíjet kariéru architektky, a také proto, že si Julia Morgan v začátcích své kariéry neúčtovala tolik jako její mužské protějšky. Julia do kampusu Mills College navrhla šest budov, včetně zvonice El Campanil, považované za první zvonici v kampusu ve Spojených státech. Pomohla také navrhnout části Kalifornské univerzity v Berkley, když pracovala pro Johna Galena Howarda. Navzdory jejímu akademickému vzdělání, i tomu, že byla vybrána pro návrh El Campanil, spolupracovníci jako byl Bernard Ransome, syn Ernesta Ransoma, nevěřili v její schopnosti jakožto pravé specialistky na beton. Ransomeovo podceňování  jejích schopností vedlo k menší důvěře v její práci a chvále zahalené do genderové rétoriky té doby. Například řečník na slavnostním zasvěcení chválil zvonici El Campanil za to, že je „vztyčena geniálním ženským mozkem”.
Juliina pověst vzrostla, když El Campanil zůstala stát bez poškození po zemětřesení v San Francisku v roce 1906. Zvony ve věži byly odlity pro Světovou výstavu a věnovány Mills správcem. Tento úspěch vedl k tomu, že se Julia Morgan stala neoficiální hlavní architektkou Mills College na další dvě desetiletí.
Julia Morgan také navrhla knihovnu Margaret Carnegie Library (1906), pojmenovanou po dceři Andrewa Carnegieho, a domov Ming Quong pro čínské dívky, postavený v roce 1924 a zakoupený pro Mills v roce 1936, který byl nakonec přejmenován na Alderwood Hall, než se v roce 2004 stal dívčí školou Julia Morgan School for Girls (nezávislou na univerzitě). Morgan navrhla v roce 1916 studentskou unii Mills College. Její dům Kapiolani Cottage sloužil jako ošetřovna, bydlení pro fakultu a kanceláře administrativy. Také navrhla původní tělocvičnu a bazén, které byly od té doby nahrazeny čajovnou a Suzanne Adams Plaza, první železobetonovou stavbou na západním pobřeží.

### Další projekty
Mezi její rané práce patří North Star House v Grass Valley v Kalifornii, který si v letech 1904–1905 nechal postavit těžební inženýr Arthur De Wint Foote a jeho žena, spisovatelka a ilustrátorka Mary Hallock Foote.
Presbyteriánský kostel St. John's Presbyterian Church v Berkeley, považovala za svou nejlepší stavbu v řemeslném stylu. Nyní stavba slouží divadlu Berkeley Playhouse.
Mezi její další projekty patří krematorium a kolumbárium Chapel of the Chimes v Oaklandu; nedaleká víceúčelová budova na 4021 Piedmont Avenue; svatyně presbyteriánského kostela Ocean Avenue Presbyterian Church na 32 Ocean Avenue v San Franciscu; rozlehlý Berkeley City Club sousedící s Kalifornskou univerzitou. V době první světové války navrhla Hostitelský dům Křesťanského sdružení mladých žen (YWCA) v Palo Altu, postavený v roce 1918.
Mnoho z jejích staveb jsou velké bungalovy ve stylu zvaném „ultimate bungalow”, kdy většina z nich se nachází v San Francisco Bay Area. Tento styl je spojován s architektonickou firmou Green and Green a některými Juliinými současníky a mentory. Stavby reprezentují architekturu stylu Hnutí uměleckých řemesel a Amerického řemeslného stylu. Některé z jejích staveb se nachází s sanfranciské čtvrti Russian Hill. Jeden z jejích prvních rezidenčních projektů byla přestavba Haciendy del Pozo in Pleasanton Phoebe Hearst ve středomořském a kalifornském misionářském stylu. V roce 1908 Julia Morgan navrhla rezidenci pro Jamese Henryho Pierce na 1650 The Alameda v San José, kde bylo použito vzácné kalifornské dřevo.
Julia Morgan také navrhla dva domy v Monterey County v Kalifornii. Jeden navržený v roce 1915 je „Chaloupka říčních vánků” (Little Cottage of River Winds) na 26184 Carmelo Street v Carmel Point, za hranicemi města Carmel-by-the-Sea. Druhý je „Dům Dr. Emmy W. Pope” na  2981 Franciscan Way, na kopci s výhledem na Carmel Mission. Byl postaven v roce 1940 v minimalistickém tradičním stylu pro Dr. Emmu Whitman Pope, která byla Juliinou kamarádkou ze studií v Berkley.
Od roku 1922 do roku 1925 byla Julia najata, aby navrhla dům s pečovatelskou službou pro seniorky v San Franciscu. Dnes je budova domovem Heritage on the Marina, sanfranciské neziskové organizace zabývající se péčí o seniory. Budovu vlastní a provozuje spolek San Francisco Ladies’ Protection and Relief Society, jedna z prvních kalifornských filantropických organizací, založená v roce 1853.

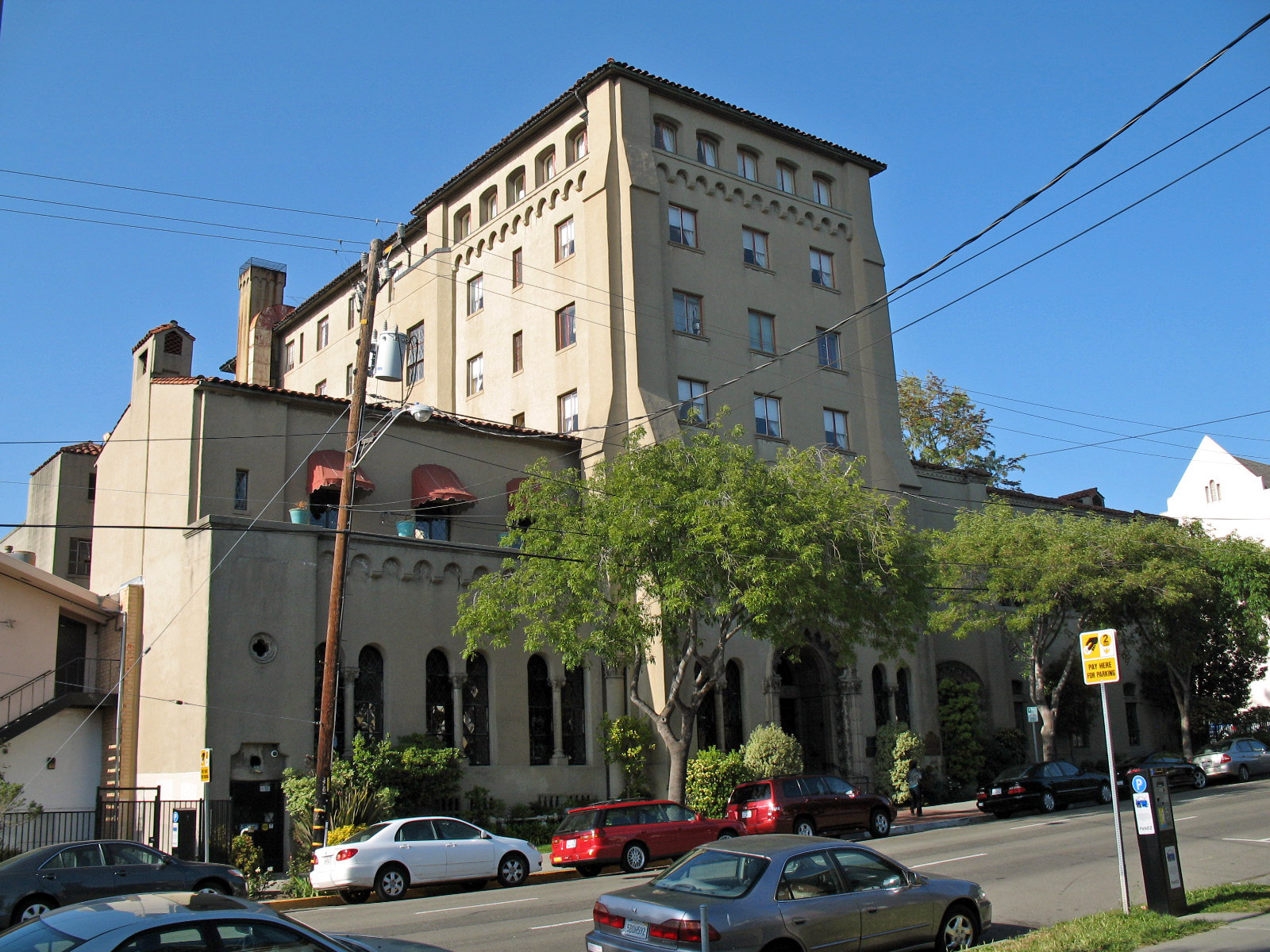
Berkeley Women's City Club
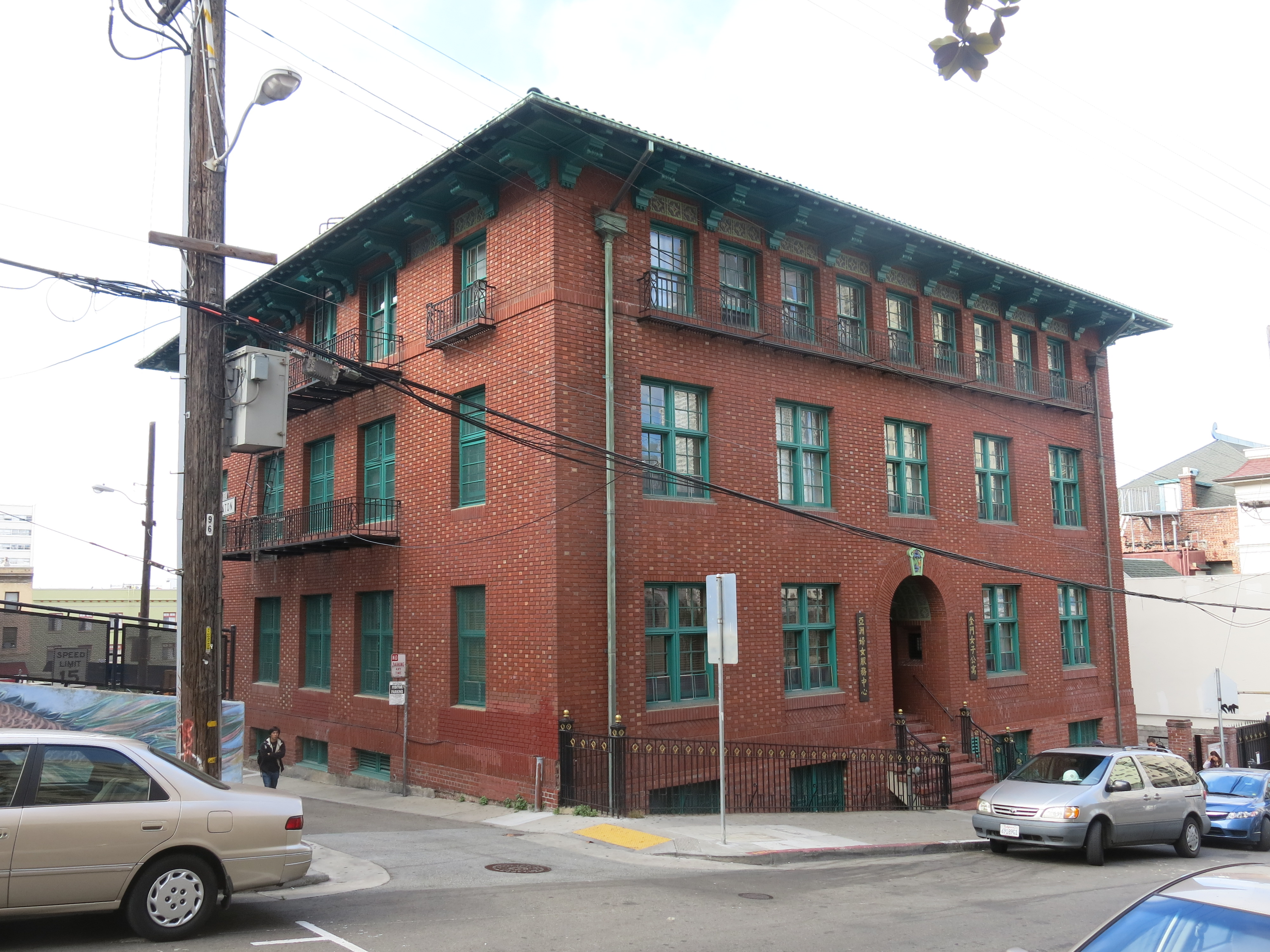
Gum Moon Residence z roku 1912
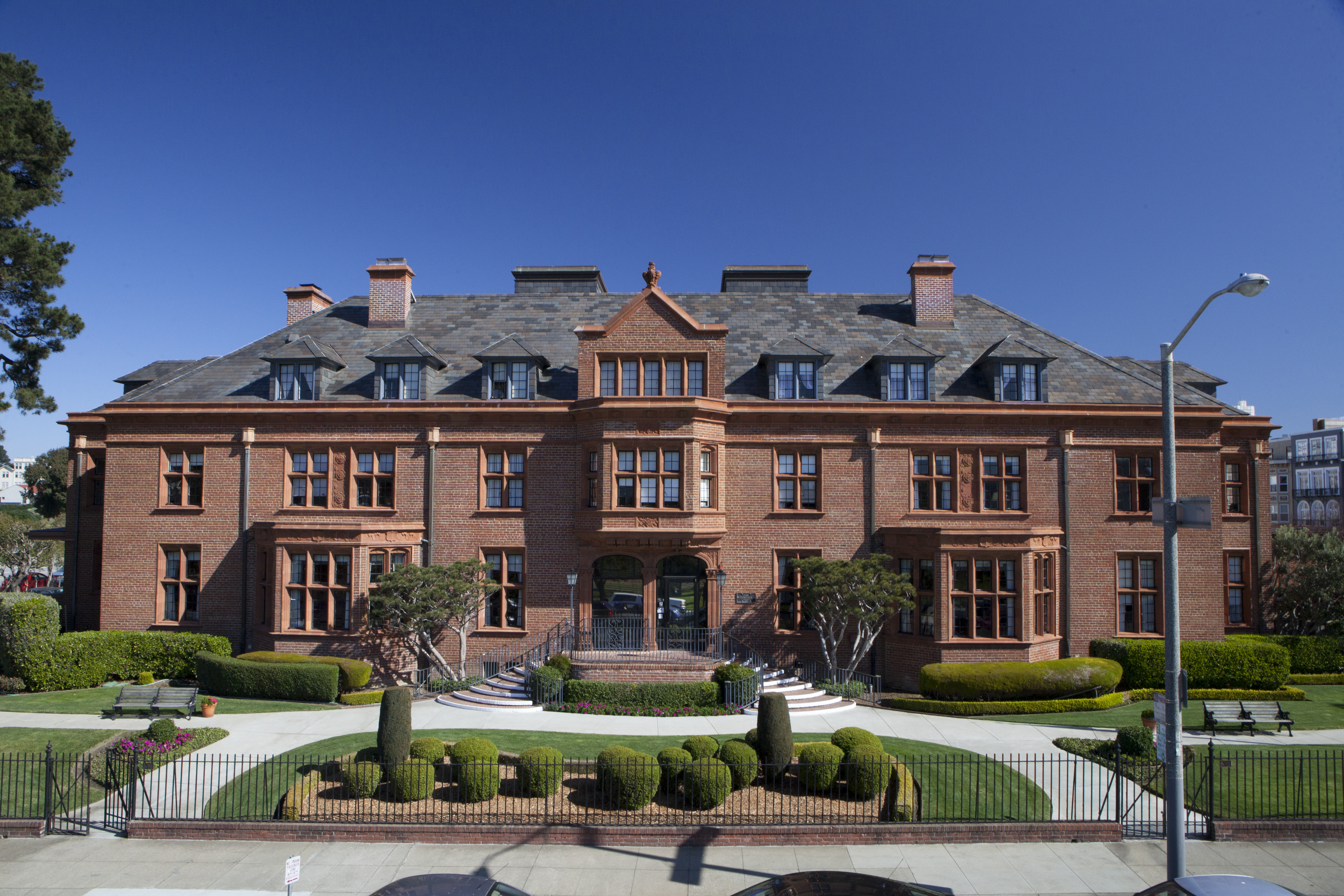
Heritage on the Marina
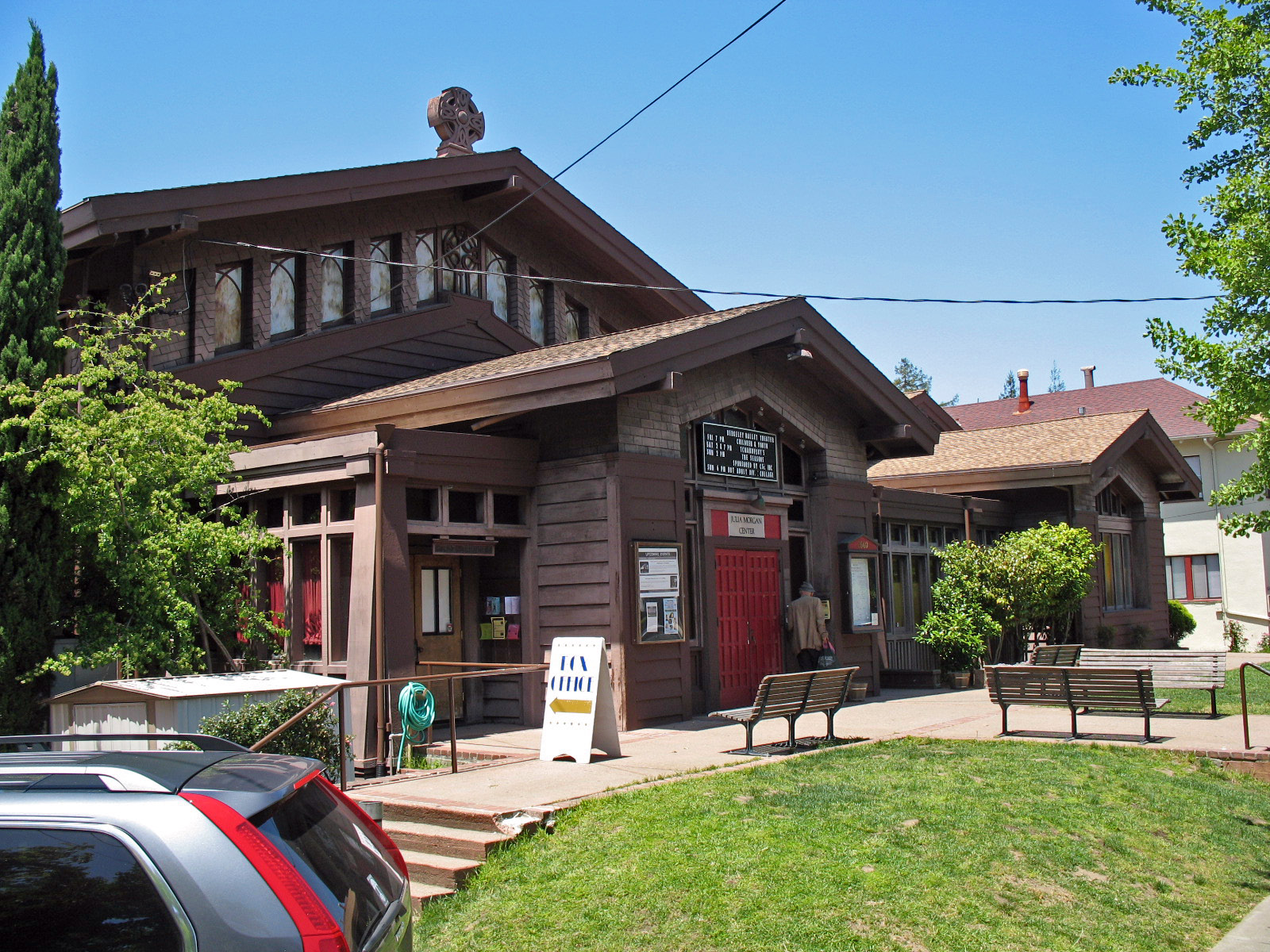
Kostel St. John's Presbyterian Church v Berkeley
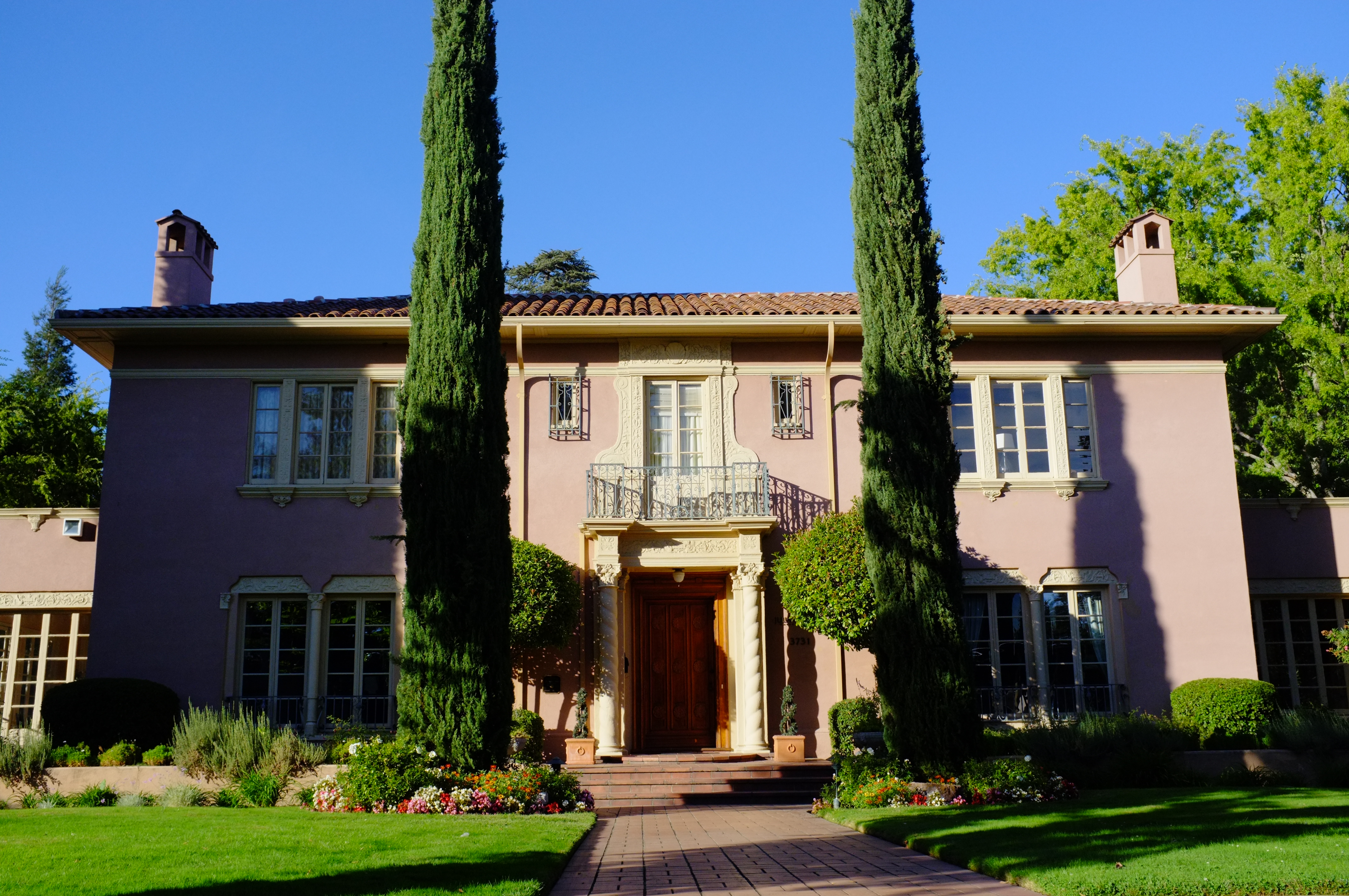
Goethe House, nyní Julia Morgan House v Sacramentu

## Osobní život
Ačkoli byla Julia Morgan velmi uznávaná architektka, o jejím osobní životě není moc známo. Nikdy se neprovdala a neměla žádné romantické vztahy. Žila skromně a neupozorňovala na sebe, v protikladu své bohaté klientele. Kolegové a známí byli překvapeni jejím skromným vztahem k módě, spolupracovník dokonce řekl, že se obléká jako kdyby byla „nikdo”. Julia dala jen několik rozhovorů a nepsala o sobě. Ranné rozhovory používaly genderovou rétoriku, aby hovořily o jejích úspěších, a rané novinové články sledovaly její úspěchy při studiu na École des beaux-arts. Poté se rozhovorům do médií převážně vyhýbala a souhlasila pouze s články zaměřenými na její projekty, které by posílily její profesní renomé. Pracovala neúnavně s minimem spánku a jídla.
Julia byla velmi nezávislá. Během jejího přechodu do Paříže, dostala od rodičů peníze na všechny výdaje na první rok. I poté co jí peníze došly, nepožádala rodinu o další peníze, místo toho se naučila žít s omezeným rozpočtem. Tato zkušenost jí dodala silné porozumění jak efektivně nakládat s penězi, což jí napomohlo, aby mohla uspět v podnikání, když si otevřela vlastní architektonickou kancelář.
Jedna za mála veřejných cen, kterou obdržela, byl čestný titul doktorky práv z Kalifornské univerzity, který jí byl předán 15. května 1929.
Belinda Taylor, kterou zaujaly prázdná místa v životním příběhu Julie Morgan, napsala v roce 2012 divadelní hru Becoming Julia Morgan, ve které si Taylor představila věrohodný životní příběh Julie Morgan.

## Smrt a odkaz
Julia Morgan zemřela 2. února 1957 v San Franciscu ve věku 85 let. Byla pohřbena na hřbitově Mountain View Cemetery v Oaklandu v Kalifornii.
V roce 1995 byl na její počest pojmenován společenský sál v budově Merchants Exchange Building v San Franciscu, kde měla v letech 1907–1950 svou kancelář.
V roce 1999 byl rezidenční dům ve středomořském stylu, původně postavený pro Charlese Goetheho v roce 1918, přejmenován na dům Julie Morgan. Předtím byl v roce 1982 přidán do Národního registru historických památek.
V roce 2006 byla vydána dětská kniha s názvem Julia Morgan Built a Castle (v překladu: Julia Morgan postavila hrad).
Dne 28. května 2008 kalifornský guvernér Arnold Schwarzenegger a první dáma Maria Shriver oznámili, že bude Julia Morgan uvedena do Kalifornské síně slávy, která se nachází v Kalifornském muzeu historie, žen a umění. Uváděcí ceremonie se konala 15. prosince a pocty za Julii Morgan převzala její praneteř.
Julii Morgan byla v roce 2014 posmrtně udělena zlatá medaile, nejvyšší ocenění Amerického institutu architektů (AIA). Byla první ženou-architektkou, která tuto cenu obdržela.